# Estadio Las Gaunas
Az Estadio Municipal Las Gaunas (azaz Las Gaunas községi stadion) egy labdarúgó-stadion a spanyolországi Logroñóban. Az épület az UD Logroñés hazai pályájául szolgál, de több válogatottmérkőzést is rendeztek már itt.

## Története
A stadion elődjét 1924. június 15-én avatták fel egy, a várostól kissé fekvő területen, amely akkor a Gaona testvérek tulajdonában állt. Róluk kapta a Los Gaunas nevet, mivel ez a szó a spanyol nyelv hangtanába jobban illeszkedett o helyett u-val. Ennek a régi stadionnak az első mérkőzésén a CD Logroño csapott össze a francia Vie au Grand Air csapatával. A hazaiak által 3–0-ra megnyert mérkőzés, tehát az egész stadion első gólját Ramón Castroviejo szerezte, aki később világhírű szemorvos lett. Ezt a régi stadiont többször is bővítették, például 1957-ben a déli oldalon avattak fel egy új lelátórészt, 1969-ben pedig felszerelték a világítást. 1987-ben az északi, 1988-ban a déli részen bővültek a lelátók.
1998-ban az addigi stadion mellett elkezdték az új Las Gaunas építését, de különféle, többek között pénzügyi problémák miatt az építkezés csak 2002-ben fejeződött be. A régi stadion utolsó mérkőzése a harmadosztályú bajnokság 25. fordulójának CD Logroñés és CE L’Hospitalet közti összecsapása volt, melyet a hazaiak nyertek 1–0-ra. Nyáron aztán lebontották a régi stadiont, helyét később park és lakóépületek foglalták el.
Az új stadion felavatására 2002. február 28-án került sor: a nyitómeccsen a Logroñés az akkor az első osztályban szereplő Deportivo Alavést fogadta telt ház (16 000 néző) előtt. Az első gólt a hazai Víctor Morales szerezte. Az első hivatalos mérkőzést március 3-án játszották a harmadosztály 27. fordulójában: itt a vendég a Real Zaragoza B volt.

### Válogatottmérkőzések a stadionban
A stadionban eddig a következő válogatottmérkőzéseket rendezték:
| Dátum               | 1. csapat     | Eredmény | 2. csapat     | Nézőszám |
| ------------------- | ------------- | -------- | ------------- | -------- |
| 2002. október 16.   | Spanyolország | 0–0      | Paraguay      | 15 000   |
| 2011. szeptember 6. | Spanyolország | 6–0      | Liechtenstein | 16 000   |
| 2015. október 9.    | Spanyolország | 4–0      | Luxemburg     | ?        |

## Az épület
A nagyjából észak–déli tájolású stadion Logroño déli részén, a Salustiano Olózaga út déli oldalán helyezkedik el. 35 tribünjén 16 000 néző fér el, akik számára 18 bejárati kaput létesítettek. Négy játékosöltözővel és 20 sajtóhelyiséggel bír, és tartozik hozzá tornaterem, orvosi szoba és mosoda is. A pálya mérerte 104 m × 66 m.

## Képek

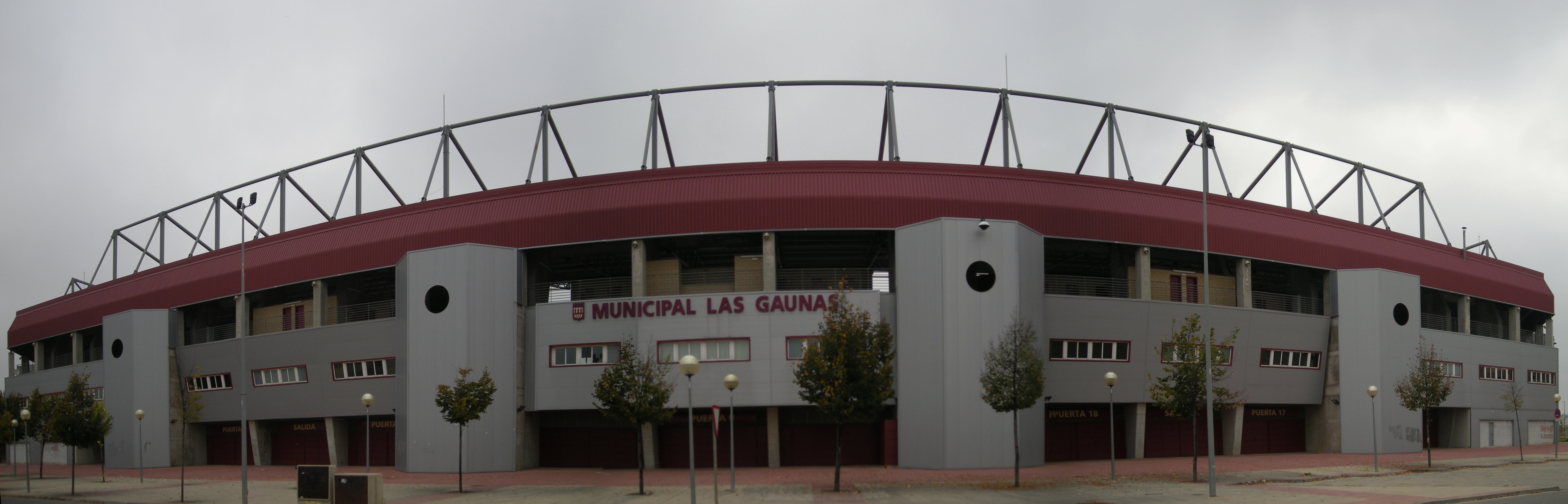
Külső panorámakép
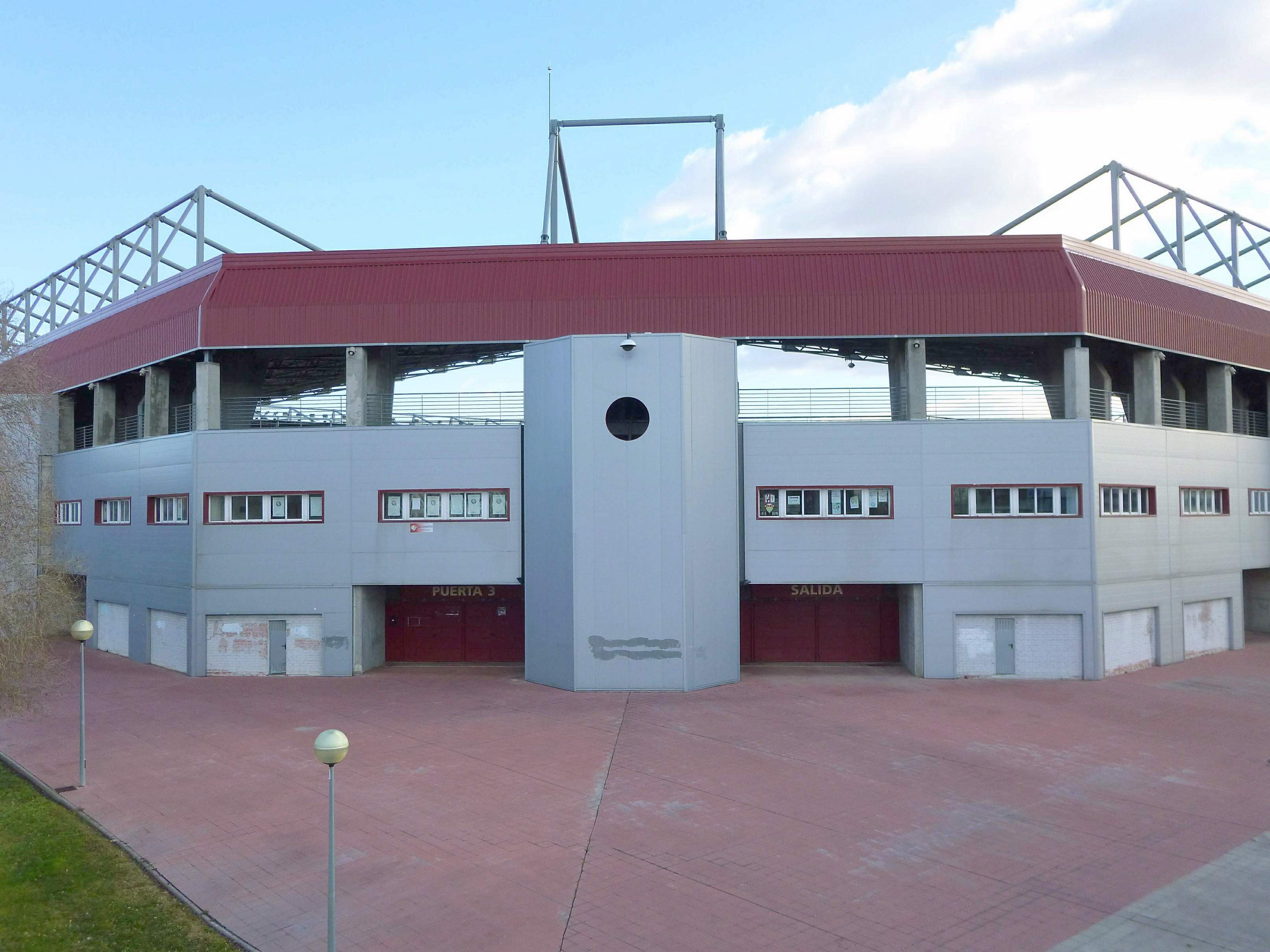
Külső részlet
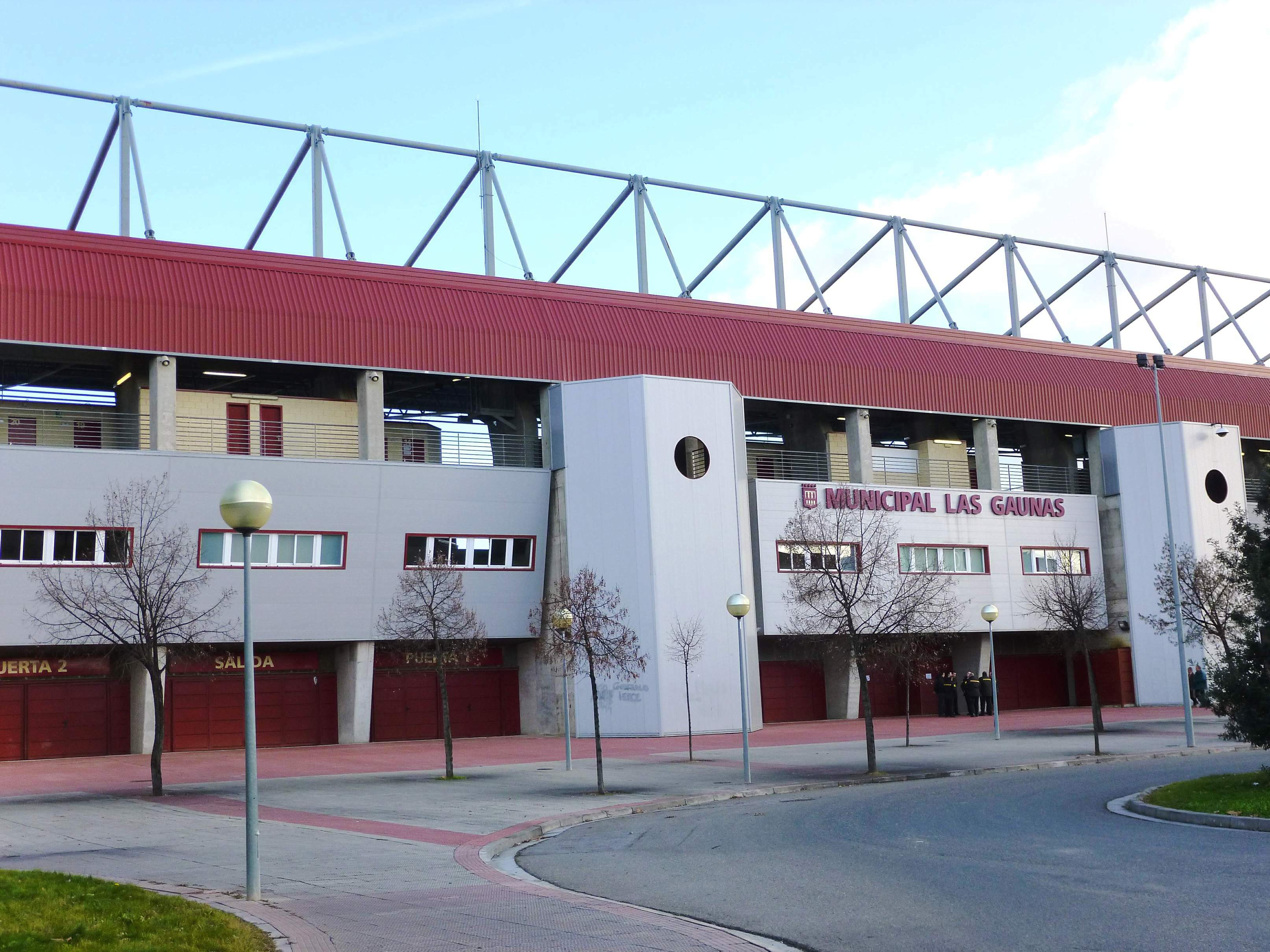
Külső részlet
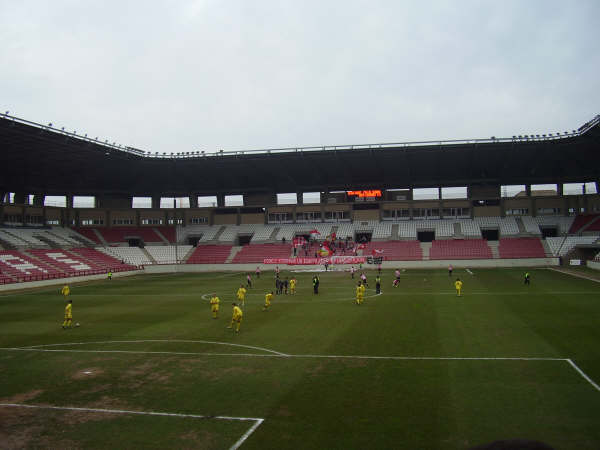
Belső kép